# Centrorhynchus wardae
Centrorhynchus wardae är en hakmaskart som beskrevs av Holloway 1958. Centrorhynchus wardae ingår i släktet Centrorhynchus och familjen Centrorhynchidae. Inga underarter finns listade i Catalogue of Life.